# Гілт-Едж (Теннессі)
Гілт-Едж (англ. Gilt Edge) — місто (англ. city) в США, в окрузі Тіптон штату Теннессі. Населення — 476 осіб (2020).

## Географія
Гілт-Едж розташований за координатами 35°32′0″ пн. ш. 89°49′52″ зх. д. / 35.53333° пн. ш. 89.83111° зх. д. (35.533421, -89.831021).  За даними Бюро перепису населення США в 2010 році місто мало площу 7,16 км², з яких 7,06 км² — суходіл та 0,10 км² — водойми.

## Демографія
Згідно з переписом 2010 року, у місті мешкало 477 осіб у 191 домогосподарстві у складі 132 родин. Густота населення становила 67 осіб/км².  Було 206 помешкань (29/км²).
Расовий склад населення:
| - 96,9 % — білих - 1,3 % — чорних або афроамериканців - 0,8 % — корінних американців |

До двох чи більше рас належало 0,8 %. Частка іспаномовних становила 0,8 % від усіх жителів.
За віковим діапазоном населення розподілялося таким чином: 21,0 % — особи молодші 18 років, 63,9 % — особи у віці 18—64 років, 15,1 % — особи у віці 65 років та старші. Медіана віку мешканця становила 43,8 року. На 100 осіб жіночої статі у місті припадало 96,3 чоловіків;  на 100 жінок у віці від 18 років та старших — 99,5 чоловіків також старших 18 років.
Середній дохід на одне домашнє господарство  становив 64 435 доларів США (медіана — 37 500), а середній дохід на одну сім'ю — 79 537 доларів (медіана — 48 000). Медіана доходів становила 49 063 долари для чоловіків та 27 500 доларів для жінок. За межею бідності перебувало 15,8 % осіб, у тому числі 12,5 % дітей у віці до 18 років та 3,4 % осіб у віці 65 років та старших.
Цивільне працевлаштоване населення становило 213 осіб. Основні галузі зайнятості: освіта, охорона здоров'я та соціальна допомога — 20,7 %, виробництво — 15,5 %, роздрібна торгівля — 12,2 %.